# 洛水县
洛水县，中国隋朝县名。
隋文帝开皇十八年（598年）改昌洛县置洛水县，治所在今河南省洛宁县西，属洛州。隋炀帝大业二年（606年）废洛水县，地入宜阳县，次年宜阳县属河南郡。